# Dendrobium keytsianum
Dendrobium keytsianum är en orkidéart som beskrevs av Johannes Jacobus Smith. Dendrobium keytsianum ingår i släktet Dendrobium, och familjen orkidéer. Inga underarter finns listade i Catalogue of Life.